# ポール・キャロル
ポール・キャロル（Paul Carroll, 1986年5月16日 - ）は、オーストラリアの元男子バレーボール選手。ポジションはオポジット。元オーストラリア代表。

## 来歴
オーストラリア代表の大型サウスポーのオポジットとしてナショナルチームで活躍。2007年バレーボール男子アジア選手権でチームの初優勝に貢献し、同年日本で開催されたバレーボールワールドカップに出場した。元ペパーダイン大学の学生で、2008年のNCAA男子バレーボールトーナメントでキャロルの大学は準優勝を果たしている。

## 球歴
- ワールドカップ - 2007年（8位）
- アジア選手権 - 2007年（優勝）

## 所属チーム
- ペパーダイン大学（2005-2009年）
- Yoga Forlì（2009-2010年）
- Generali Haching（2010-2011年）
- ベルリン・リサイクリング・バレーズ（2011-2018年）
- VCエニセイ・クラスノヤルスク（2018-2019年）